# نوردهاوزن (مقاطعة)
نوردهاوزن هو كريس (مقاطعة) في شمال تورينغن، ألمانيا. المناطق المجاورة هي (من الشمال باتجاه عقارب الساعة): هارز ومانسفيلد-سودهارز (Mansfeld-Südharz) في ولاية ساكسونيا أنهالت؛ كفاوزيكرايس (Kyffhäuserkreis) وأيكسفيلد في تورينغن؛ وغوتينغن وجوسلار في سكسونيا السفلى.

## روابط خارجية
- Official website (بالألمانية)

إحداثيات: 51°30′N 10°45′E / 51.5°N 10.75°E